# Softone
SoftOne Group är ett affärssystemföretag som utvecklar Affärsplattformen SoftOne GO. Företaget har funnits på den nordiska marknaden sedan 1985. SoftOne GO är ett moduluppbyggt molnbaserat affärssystem och HR-system med moduler för ekonomi såsom redovisning, reskontror, elektronisk fakturahantering, inventarieredovisning, koncernredovisning m m. Vidare finns moduler inom försäljning för offert, avtal, order, fakturering, projektredovisning, lager m m.  HRM-systemet innehåller moduler för schemaplanering, tid, bemanningsoptimering, lön m m.  
SoftOne Group är idag ledande leverantör av en Affärplattform enligt SaaS i Norden för hantverkare och detaljhandel. Kunder finns även inom hotell och restaurang, redovisningsbyråer, tillverkande och tjänsteproducerande företag.
Företaget utvecklar och säljer lösningarna själva. 
SoftOne har idag ca 2 000 avtalskunder.  SoftOne grundades av Håkan Lord som fortfarande äger och leder företaget.
Företagets ca 70 anställda som finns på kontor i Stockholm, Helsingfors, Colombo och Söderhamn. 

## System
SoftOne tillhandahåller Affärsplattformen SoftOne GO, en SaaS-lösning som är en helhetslösning. De äldre klientserversystemen SoftOne Professional, SoftOne Timer och SoftOne Scrollan underhålls och supporteras fortsatt. 